# おおいぬ座VY星
おおいぬ座VY星（）は、おおいぬ座にある赤色超巨星である。

## 概要
学名はVY Canis Majoris（略称：VY CMa）。直径は非常に大きく、太陽の1420倍と推定されている。かつては直径は太陽の1800倍から2100倍であり、既知の恒星としては最も大きいと思われていたが、推定値が見直された結果、6番目に順位が落ちた。大きさの割に質量自体は太陽の30 - 40倍と、りゅうこつ座η星（イータ・カリーナ）やSN 2006gyに比べ約3分の1から5分の1程度しかない。
6.5等から9.6等の間を変光する脈動変光星である。変光星総合カタログでは956日の周期で半規則的に変光するSRC型変光星として分類されているが、アメリカ変光星観測者協会ではLC型の変光星として分類されている。スペクトル型はM5eIbp (C6,3) である。
この星は中心の水素がほとんど枯渇する一方、外層は元のサイズの100倍に巨大化している。重力から解放されたガスが急速に流出して質量を失いつつあり、既に元の質量の約半分を失ったと見られる。21世紀初頭のハッブル宇宙望遠鏡による観測では、ガスが周囲約1光年に渡って取り巻いており、一番外側のものは約1千年前に、最も新しいものは約50年前に流出したとみられる。
その質量から、最終的には極超新星もしくは超新星爆発を起こしてブラックホールになるものと予想されており、またその時期は西暦3200年頃より前だという説がある。